# Gimpo-Stadion
Das Gimpo-Stadion  ist ein Fußballstadion in der südkoreanischen Stadt Gimpo, Provinz Gyeonggi-do. Seit 2013 trägt das Franchise Gimpo Citizen FC seine Heimspiele im Stadion aus. Das Stadion wurde 1993 eröffnet. Gimpo Citizen FC nutzte das Stadion bis Ende 2020 als Heimspielstätte.